# Daryl Sabara
Daryl Christopher Sabara (Torrance, California, 14 de junio de 1992) es un actor estadounidense de cine y televisión conocido por haber interpretado a Juni Cortez en la película Spy Kids, así como por sus apariciones en series de televisión como Father of the Pride; en las películas The Polar Express, Keeping Up with the Steins, Halloween; y en el reality show America's Most Talented Kids, en el que intervino como jurado.

## Carrera

### 1992-2003
Comenzó con la realización de las ballet empresa, South Bay Ballet. Comenzó actuando durante mediados de 1999, aparece en los episodios de Murphy Brown, Life's Work, Will & Grace, Friends, antes de ser emitidos como Juni Cortez en la película Spy Kids, que se publicó en 2001 y se hizo popular entre el público preadolescente. Sabara representó el papel en las dos secuelas de la película, estrenadas en 2002 y 2003, respectivamente, que también tuvieron éxito en la taquilla.

### 2003-presente
Desde entonces siempre ha sido la voz de Hunter, el león cachorro en la comedia animada de la NBC Father of the Pride. Ha aparecido en episodios de la serie de televisión Weeds, House, Dr. Vegas, y fue uno de los jueces en America's Most Talented Kids. Sabara también interpretó el personaje principal, Niño Héroe, en 2004 en la versión animada de The Polar Express. También actuó en la película Keeping Up with the Steins (antes conocida como Lucky 13), que recibió una versión limitada en 12 de mayo de 2006.
Sabara actúa en las películas Her Best Move, el DVD interactivo Choose Your Own Adventure, y April Showers. Interpretó a Ben en The Last Chance Detectives radiofónicos por Aventuras en Odisea y Focus on the Family, y también apareció como el matón escolar Wesley Rhoades en la película de Rob Zombie Halloween.
También ha sido estrella invitada en un episodio de Friends, donde Chandler accidentalmente le revela que es adoptado. También participó en The Boondocks como la voz de Butch Magnus Milosevic en el episodio "Shinin'". Apareció en un episodio de The Batman como Scorn, el compañero del villano Ira. El personaje se enfrente a su hermano, "Robin". Recientemente actuando en la película April Showers, escrita y dirigida por una sobreviviente de la masacre de Columbine. También apareció como invitado especial en Wizards of Waverly Place como T.J Taylor.

## Vida personal
El 22 de diciembre de 2018 se casó con la cantante Meghan Trainor. En octubre de 2020 se confirmó que su esposa estaba embarazada por primera vez. El 8 de febrero de 2021 nació su primer hijo, un varón llamado Riley. En enero de 2023 se confirmó que estaban esperando su segundo hijo. El 1 de julio de 2023 nació su segundo hijo, Barry Bruce.

## Filmografía
| Año  | Película                                          | Personaje                                                                                       | Notas                                 |
| ---- | ------------------------------------------------- | ----------------------------------------------------------------------------------------------- | ------------------------------------- |
| 1999 | Mis vecinos los Yamada                            | Noburu                                                                                          | Voz, doblaje en inglés de Disney 2005 |
| 2001 | Spy Kids                                          | Juni Cortez                                                                                     |                                       |
| 2002 | Spy Kids 2: The Island of Lost Dreams             | Juni Cortez                                                                                     |                                       |
| 2003 | Spy Kids 3-D: Game Over                           | Juni Cortez                                                                                     |                                       |
| 2004 | The Polar Express                                 | Chico héroe                                                                                     | Voz                                   |
| 2005 | Her Best Move                                     | Doggie                                                                                          |                                       |
| 2006 | Keeping Up with the Steins                        | Benjamin Fielder                                                                                |                                       |
| 2006 | Choose Your Own Adventure: The Abominable Snowman | Marco North                                                                                     | Direct-to-video / Voz                 |
| 2006 | Solace                                            | Gunther                                                                                         |                                       |
| 2006 | Maybe It's in the Water                           | Él mismo                                                                                        |                                       |
| 2007 | Normal Adolescent Behavior                        | Nathan                                                                                          |                                       |
| 2007 | Halloween                                         | Wesley Rhoades                                                                                  |                                       |
| 2009 | World's Greatest Dad                              | Kyle                                                                                            |                                       |
| 2009 | April Showers                                     | Jason                                                                                           |                                       |
| 2009 | A Christmas Carol                                 | Undertaker's Apprentice / Tattered Caroler / Beggar Boy / Peter Cratchit / Well-Dressed Caroler |                                       |
| 2010 | Machete                                           | Junito                                                                                          |                                       |
| 2011 | Blacktino                                         | Evan                                                                                            |                                       |
| 2011 | Spy Kids 4: All the Time in the World             | Juni Cortez                                                                                     |                                       |
| 2012 | John Carter                                       | Ned                                                                                             |                                       |
| 2013 | After the Dark                                    | Chips                                                                                           |                                       |
| 2013 | The Green Inferno                                 | Lars                                                                                            |                                       |
| 2014 | Teen Lust                                         | Matt                                                                                            |                                       |
| 2020 | Ben 10 Versus the Universe: The Movie             | Heatblast, Wildmutt                                                                             | Voz, película de televisión           |

### Televisión
| Año       | Título                              | Personaje                    | Notas                                     |
| --------- | ----------------------------------- | ---------------------------- | ----------------------------------------- |
| 1992      | Murphy Brown                        | Bebé Brown                   | 3 episodios                               |
| 1996      | Life’s Work                         | Toby                         | Episodio: "The Pilot"                     |
| 1999      | Love & Money                        | Roger                        | Episodio: "Career Daze"                   |
| 1999      | Roswell                             | Corey                        | Episodio: "Monsters"                      |
| 2000      | Will & Grace                        | Broccoli Boy                 | Episodio: "Sweet (and Sour) Charity"      |
| 2002      | Total Access 24/7                   | Él mismo / Juni Cortez       | 1 episodio                                |
| 2002      | All That                            | Spy Kids                     | Episodio: "Knubby McFarlin"               |
| 2002      | John Doe                            | Wesley Silver                | Episodio: "Mind Games"                    |
| 2002      | One on One                          | Jeffy                        | Episodio                                  |
| 2002      | ¿Qué hay de nuevo, Scooby-Doo?      | Tommy / Steve (voz)          | Voz, episodio: "A Scooby-Doo! Christmas"  |
| 2003      | The O'Keefes                        | Daryl                        | Función recurrente                        |
| 2003      | Gamefarm                            | Él mismo / invitado especial | 1 episodio                                |
| 2003      | Friends                             | Owen                         | Episodio: "The One Where Ross is Fine"    |
| 2004      | Century City                        | Frank "Auggie" Wood          | Episodio: "To Know Her"                   |
| 2004      | Fatherhood                          | Larry Keating                | Voz                                       |
| 2004      | Dr. Vegas                           | Jesse Selznick               | Episodio: "Love for Life"                 |
| 2004      | Murder Without Conviction           | James Talley (10 años)       | Película de televisión                    |
| 2004-2005 | Father of the Pride                 | Hunter                       | Voz, papel principal                      |
| 2005      | House M. D.                         | Gabriel Reilich              | Episodio: "Cursed"                        |
| 2005      | Grounded for Life                   | Garth                        | 1 episodio                                |
| 2005-2012 | Weeds                               | Tim Scottson                 | Función recurrente                        |
| 2006      | American Dragon: Jake Long          | Hobie                        | Voz, episodio: "Rong Around the Dragon"   |
| 2006      | Mentes criminales                   | Kevin Rose                   | Episodio: "P911"                          |
| 2006      | What About Brian                    | Lil' Adam                    | Episodio: "What About Denial…"            |
| 2006      | Lolo’s Cafe                         | Mikey                        | Voz, película de televisión               |
| 2006      | Boys Life                           | Scott Morrow                 | Episodio: "Pilot"                         |
| 2007      | The Boondocks                       | Butch Magnus                 | Voz, episodio: "Shinin'"                  |
| 2007-2008 | The Batman                          | Andrew Mallory / Scorn       | Voz, 2 episodios                          |
| 2007-2009 | Wizards of Waverly Place            | T.J. Taylor                  | Función recurrente                        |
| 2008      | Miss Guided                         | Russell                      | Episodio: "Homecoming"                    |
| 2008      | The Closer                          | Jason Hetner                 | Episodio: "Problem Child"                 |
| 2009      | Easy to Assemble                    | George                       | Función recurrente                        |
| 2010      | Scooby-Doo! misterios S.A.          | Jason / British Nerd         | Voz, episodio: "Howl of the Fright Hound" |
| 2010-2013 | Generator Rex                       | Rex Salazar                  | Voz, papel principal                      |
| 2011      | Worst. Prom. Ever.                  | Clark Peterson               | Película de televisión                    |
| 2011      | Ben 10-Generator Rex: Heroes United | Rex Salazar                  | Voz, película de televisión               |
| 2012      | Grimm                               | Hanson                       | Episodio: "Organ Grinder"                 |
| 2012      | Gravity Falls                       | Son or Pier                  | Voz, episodio: "Fight Fighters"           |
| 2013      | Los Vengadores unidos               | Aaron Reece                  | Voz, episodio: "Molecule Kid"             |
| 2013-2015 | Ultimate Spider-Man                 | Alex O'Hirn / Rhino          | Voz, papel recurrente                     |
| 2015      | Residente Advisors                  | Leslie                       | Función recurrente                        |
| 2015      | Zombie Basement                     | Joel                         | Recurrente                                |
| 2016-2021 | Ben 10                              | Heatblast / Rex Salazar      | Voz, papel recurrente                     |
| 2023      | Australian Idol                     | Él mismo (con su hijo)       | Episodio 3 'Auditions'                    |

### Videojuegos
| Año  | Título                               | Personaje                      |
| ---- | ------------------------------------ | ------------------------------ |
| 2004 | The Polar Express                    | Chico héroe                    |
| 2011 | Cartoon Network Universe: FusionFall | Rex Salazar                    |
| 2011 | Generator Rex: Agent of Providence   | Rex Salazar                    |
| 2011 | Saints Row: The Third                | Voces de peatones y personajes |
| 2017 | Ben 10                               | Heatblast                      |